# ハリー・グレブ
ハリー・グレブ（Harry Greb、1894年6月6日 - 1926年10月22日）は、アメリカ合衆国の元プロボクサー。ドイツ系アメリカ人。ペンシルベニア州ピッツバーグ出身。本名はエドワード・ヘンリー・グレブ。元世界ミドル級王者。

## 略歴
- 1913年デビュー。デビュー後、短期間に多くの試合をこなし、敗戦もあるが圧倒的に勝利が多く、その中には元王者や現王者などの強敵にも勝利するなどしたが、タイトルをかけた試合が承認されなかった。
- 1919年9月3日、世界ライトヘビー級王者バトリング・レビンスキーに勝利したが、タイトル認定は拒否。

### ジーン・タニーとの戦い
- 1922年5月23日、ジーン・タニーに判定勝利して、ジーン・タニーの生涯唯一の黒星をつけると同時に米国ライトヘビー級王座をついに獲得（王座承認された）。
- 1923年2月23日に再戦して王座陥落。同年12月10日、再度挑戦するものの王座奪還出来ず、1925年3月27日にも戦うが敗北する（ジーン・タニーとの戦績は1勝3敗）。

### 世界王者と最後
- 1923年8月31日、ジョニー・ウィルソンに15回判定勝ちで世界ミドル級王座を獲得。ブライアン・ダウニーとの初防衛戦、前王者ジョニー・ウィルソンとの再戦など1926年2月26日、タイガー・フラワーズに王座を奪われるまでに6度の防衛を果たした。
- 1926年8月19日、タイガーに挑戦するが王座奪還できず。
- 8月の試合後、これまでの激戦の数々での鼻の損傷や自動車事故などの影響での気道の障害などの修復手術を受けたが、様々な合併症のため麻酔から覚めることなく同年10月22日に死去。
- ペンシルベニア州ピッツバーグのカルバリー墓地に埋葬された。
- 後に片目が義眼であったことが明らかにされた[1]。